# Bața, Bistrița-Năsăud
Bața (maghiară Baca) este un sat în comuna Petru Rareș din județul Bistrița-Năsăud, Transilvania, România.

## Demografie
- La recensământul din 2002 satul avea 846 de locuitori, dintre care: 438 români, 311 maghiari și 96 țigani.
- La recensământul din 1941 satul avea 930 de locuitori, dintre care: 305 români, 534 maghiari și 91 țigani.

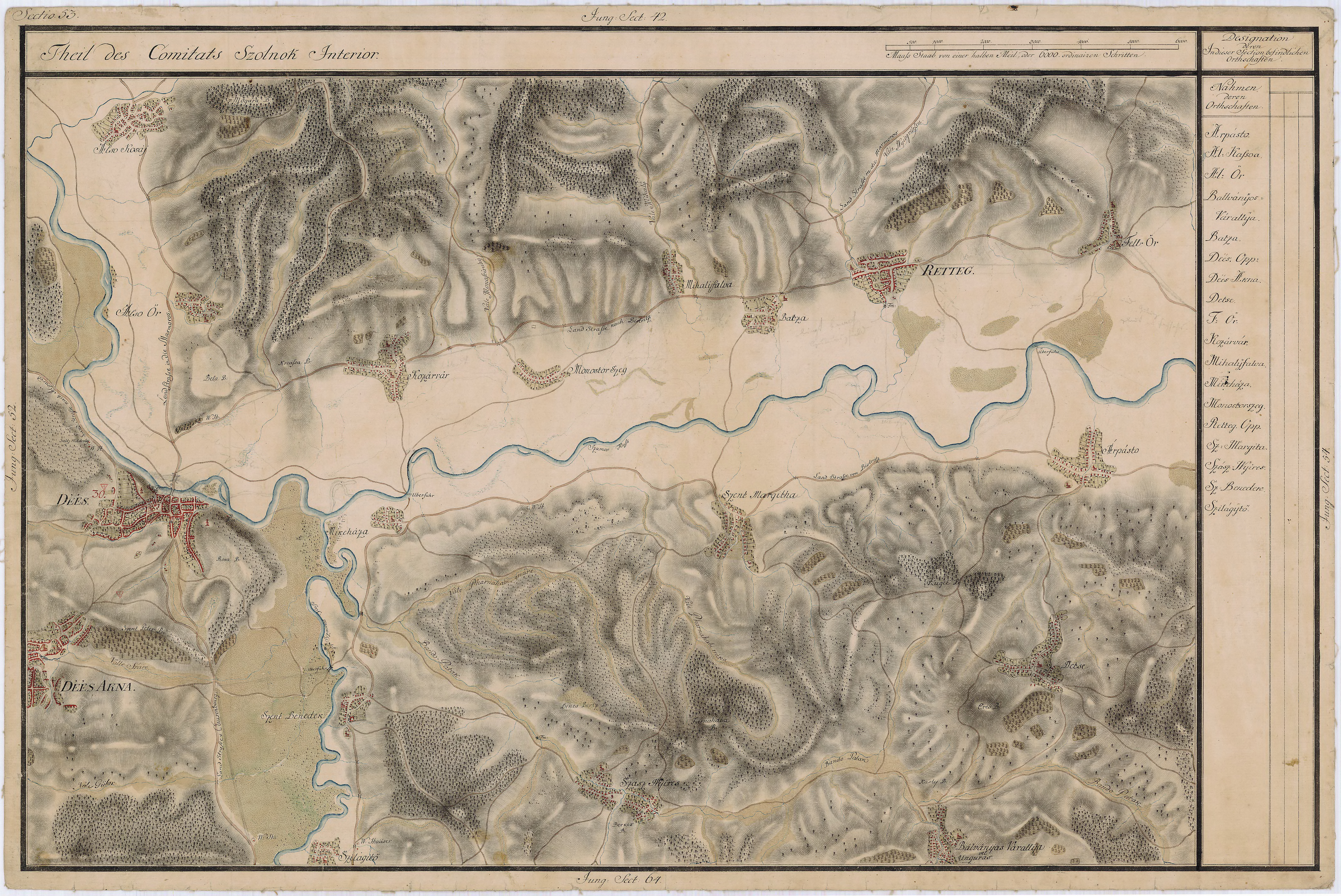
Baţa în Harta Iosefină a Transilvaniei, 1769-73

Componența etnică a satului Bața (1941)
     Maghiari (57,42%)
     Români (32,79%)
     Romi (9,79%)
Componența etnică a satului Bața (2002)
     Români (51,8%)
     Maghiari (36,8%)
     Romi (11,3%)